# Okklusionsfolie

Okklusionsfolie mittlerer Perception auf dem linken Brillenglas

Okklusionsfolien (Bangerterfolien) sind selbstklebende (adhäsiv) Folien, die zur Okklusionsbehandlung direkt auf ein Brillenglas geklebt werden. Sie stellen damit eine Alternative zu Augenpflastern bei Amblyopien mit zentraler Fixation oder zur Nachbehandlung dar. Wenn die Pflasterokklusion primär erfolgreich verlaufen ist, kann sie als sog. Ausschleichokklusion zur Anwendung kommen. Hierbei können zum Beispiel die Abdeckintervalle für das sehstärkere Führungsauge schrittweise verkürzt werden. Eine andere Möglichkeit ist der Einsatz von Klebefolien auf dem Brillenglas des Führungsauges, welche mit fortschreitendem Behandlungserfolg von Lichtundurchlässigkeit zu Varianten mit zunehmender Lichtdurchlässigkeit (Perzeption) zum Einsatz kommen. Bei Kindern mit der Verstärkung eines Augenzitterns (Nystagmus) unter der gängigen Pflasterokklusion stellen sie eine hilfreiche Alternative dar, da sie weniger Augenzittern verursachen. Ebenso werden sie von Kindern oft besser toleriert, da sie kosmetisch weniger auffallend sind als Pflaster.
Eine weitere Anwendungsmöglichkeit von Okklusionsfolien ist das Ausschalten von Doppelbildern (Diplopie), zum Beispiel bei Augenmuskellähmungen.

## Perzeption
Die Perzeption wird in Zahlenwerten angegeben:
- 0.0 lichtundurchlässig, üblicherweise hautfarben, z. T. auch mit Motivaufdruck für Kinder
- LP (Lichtperception, noch keine Visusstufe)
- <0.1
- 0.1
- 0.2
- 0.3
- 0.4
- 0.6
- 0.8

1.0 wäre die volle Lichtdurchlässigkeit (ohne Folie).